# 中原広季
中原 広季（なかはら の ひろすえ、生没年不詳）は、平安時代の貴族。子に中原親能がいる。掃部頭。大外記。

## 略歴
中原氏庶流貞親流中原広忠の子。明法博士を務めた。
藤原光能の実子である大江広元は、母の再婚相手である広季の養子となった。なお『中原系図』では、広元、親能は実子とされる。

## 系譜
- 父:中原広忠
- 兄:中原忠順（小外記）
- 子:中原親能
- 子:中原章弘
- 娘:田村仲教室
- 養子:大江広元